# Søren Gyldendals Klassikere
Søren Gyldendals Klassikere er en dansk-sproget bogserie udgivet af Gyldendal.
I serien er kommet klassiske danske og udenlandske romaner, såsom Johannes V. Jensens Kongens Fald,
H.C. Andersens Improvisatoren,
George Orwells Kammerat Napoleon, 
Knut Hamsuns Sult og
J.P. Jacobsens Niels Lyhne.
Bøgerne udkom som paperback, men nogle er nu også tilgængelige som e-bog og lydbog.